# Mikael Török
Mikael Istvan Török, född 2 mars 1966 i Badelunda församling Västmanland, är en svensk fotograf.

## Filmfoto
- 2003 – Talismanen
- 2003 - I huv'et på en mamma
- 1997, 2000, 2002, 2004, 2005 – Expedition: Robinson
- 1996 – Vänner och fiender

## Filmroller i urval
- 2002 – Utanför din dörr